# Neuenrade
Neuenrade est une ville de Rhénanie-du-Nord-Westphalie (Allemagne), située dans l'arrondissement de La Marck, dans le district d'Arnsberg, dans le Landschaftsverband de Westphalie-Lippe.

## Histoire
| Appartenances historiques Comté de Berg 1101-1161 Comté d'Altena 1161-1262 Comté de La Marck 1262-1807 Grand-duché de Berg 1807-1813 Royaume de Prusse (Province de Westphalie) 1815-1918 République de Weimar 1918-1933 Reich allemand 1933-1945 Allemagne occupée 1945-1949 Allemagne 1949-présent |

## Politique et administration

### Jumelages
| Ville | Ville       | Pays | Pays      |
| ----- | ----------- | ---- | --------- |
|       | Aalten      |      | Pays-Bas  |
|       | Dinxperlo   |      | Pays-Bas  |
|       | Klingenthal |      | Allemagne |